# Черепанов, Юрий Александрович
Юрий Александрович Черепанов (род. 1937) — советский журналист, театральный критик, кинокритик, главный редактор журнала «Искусство кино» (1984—1986).

## Биография
Родился в 1937 году. Окончил театроведческий факультет Государственного института театрального искусства им. Луначарского. В печати работал с 1962 года. Был литературным сотрудником газеты «Челябинский рабочий», обозревателем отдела литературы и искусства газеты «Известия», редактором отдела тематического планирования Главной сценарно-редакционной коллегии Госкино СССР.
С 1984 по 1986 год работал главным редактором журнала «Искусство кино». Киновед Олег Ковалов писал:

…журнал в эти несколько лет даже макетом, шрифтами и иллюстрационным материалом (не говоря уже о текстах) уже ничем не напоминал прежний «ИК».
В 1986 году Юрий Черепанов был утверждён членом редколлегии газеты «Советская Россия».
Преподавал в ГИТИСе, руководил семинаром по театральной критике. Автор ряда статей и книг по вопросам театра и кино.